# Unione Calcio Sampdoria 2001-2002
Questa voce raccoglie le informazioni riguardanti la Unione Calcio Sampdoria nelle competizioni ufficiali della stagione 2001-2002.

## Stagione
Nella stagione 2001-2002 la Sampdoria disputa il campionato cadetto, raccoglie 48 punti con l'undicesimo posto in classifica. Ancora affidata a Gigi Cagni la Sampdoria paga ancora la situazione di stallo a livello societario, che ha avuto inevitabili ripercussioni sulle prestazioni dei blucerchiati. La partenza è stata traumatica, dopo quattro giornate il Doria è ultimo con un solo punto, si corre subito ai ripari sostituendo il tecnico bresciano con Gianfranco Bellotto. Al termine dell'andata a gennaio, la Sampdoria con 26 punti è intruppata a metà classifica. Nel girone di ritorno si continua con lo stesso passo, raggiungendo la salvezza certa con due giornate di anticipo. Con 20 reti il miglior marcatore stagionale è stato Francesco Flachi, dei quali 4 in Coppa Italia e 16 in campionato. Un poco meglio il percorso dei blucerchiati nella Coppa Italia, dove vincono il quinto gruppo di qualificazione, eliminando dal torneo Cittadella, Avellino e Monza, nel secondo turno superano nel doppio confronto del secondo turno il Torino, mentre negli ottavi di finale vengono estromessi dalla Juventus.

## Maglia e Sponsor
La maglia della Sampdoria è blù, fasciata di bianco, con striscia orizzontale rosso-nera e stemma di Genova al centro, calzoncini bianchi. Lo Sponsor sulle maglie è Grafoplast, lo Sponsor tecnico è Asics.

## Rosa
| N. |                       | Ruolo | Calciatore            |
| -- | --------------------- | ----- | --------------------- |
| 1  | Italia (bandiera)     | P     | Luca Mondini          |
| 2  | Italia (bandiera)     | D     | Giuseppe Scurto       |
| 3  | Italia (bandiera)     | D     | Gian Paolo Manighetti |
| 4  | Italia (bandiera)     | D     | Martino Traversa      |
| 4  | Italia (bandiera)     | D     | Pietro Strada         |
| 5  | Italia (bandiera)     | D     | Alessandro Grandoni   |
| 6  | Italia (bandiera)     | C     | Claudio Bonomi        |
| 6  | Italia (bandiera)     | D     | Marco Lanna           |
| 7  | Italia (bandiera)     | C     | Attilio Lombardo      |
| 8  | Italia (bandiera)     | C     | Dario Marcolin        |
| 9  | Jugoslavia (bandiera) | A     | Zoran Jovičić         |
| 10 | Italia (bandiera)     | A     | Francesco Flachi      |
| 11 | Italia (bandiera)     | A     | Carmine Esposito      |
| 12 | Italia (bandiera)     | P     | Marco Fantini         |
| 13 | Italia (bandiera)     | D     | Paolo Carbone         |
| 14 | Italia (bandiera)     | D     | Mirko Conte           |
| 15 | Italia (bandiera)     | C     | Fabio Tricarico       |
| 16 | Italia (bandiera)     | C     | Simone Sinagra        |
| 18 | Jugoslavia (bandiera) | C     | Bratislav Živković    |
| 19 | Italia (bandiera)     | C     | Stefano Casale        |

| N. |                       | Ruolo | Calciatore          |
| -- | --------------------- | ----- | ------------------- |
| 19 | Italia (bandiera)     | C     | Andrea Bernini      |
| 20 | Italia (bandiera)     | A     | Davide Possanzini   |
| 21 | Italia (bandiera)     | D     | Cleto Polonia       |
| 22 | Italia (bandiera)     | P     | Fabrizio Casazza    |
| 23 | Italia (bandiera)     | A     | Vincenzo Iacopino   |
| 24 | Croazia (bandiera)    | C     | Krunoslav Jurčić    |
| 25 | Jugoslavia (bandiera) | D     | Nenad Sakić         |
| 26 | Italia (bandiera)     | C     | Marco Sanna         |
| 27 | Italia (bandiera)     | A     | Daniele Perrone     |
| 27 | Italia (bandiera)     | D     | Guglielmo Stendardo |
| 29 | Italia (bandiera)     | D     | Claudio Labriola    |
| 30 | Italia (bandiera)     | C     | Alessandro Cucciari |
| 31 | Camerun (bandiera)    | C     | Jean Mekongo Ondoa  |
| 32 | Italia (bandiera)     | A     | Pasquale Luiso      |
| 33 | Camerun (bandiera)    | C     | Thomas Job          |
| 34 | Camerun (bandiera)    | C     | Francis Zé          |
| 35 | Italia (bandiera)     | D     | Gianluigi Marraffa  |
| 70 | Italia (bandiera)     | C     | Gaetano Vasari      |
| 89 | Italia (bandiera)     | D     | Maurizio Damonte    |

### Staff tecnico
- Luigi Cagni: allenatore (esonerato il 18 settembre 2001)[6]
- Gianfranco Bellotto: allenatore (subentrato il 19 settembre 2001)[7]

## Risultati

### Serie B

#### Girone di andata
| Arbitro: | Racalbuto (Gallarate) |

|                                 |           |  |
| Lombardo 69’ (aut.) Mascara 81’ | Marcatori |  |

| Arbitro: | Rosetti (Torino) |

|                |           |            |
| Possanzini 21’ | Marcatori | 9’ Zaniolo |

| Arbitro: | Tombolini (Ancona) |

|                       |           |  |
| Bogdani 43’ Cozza 65’ | Marcatori |  |

| Arbitro: | Racalbuto (Gallarate) |

|  |           |                |
|  | Marcatori | 8’, 28’ Rocchi |

| Arbitro: | P. Rossi (Ciampino) |

|  |           |                        |
|  | Marcatori | 80’ Luiso 90+3’ Vasari |

| Arbitro: | Cruciani (Pesaro) |

|            |           |                                   |
| Flachi 60’ | Marcatori | 64’ (rig.) Mascara 70’ Bombardini |

| Arbitro: | Palanca (Roma) |

|                                        |           |  |
| Flachi 28’ (rig.) Luiso 58’ Vasari 89’ | Marcatori |  |

| Arbitro: | Palmieri (Cosenza) |

|                                     |           |                 |
| Ambrosi 51’ Favo 79’ Montervino 87’ | Marcatori | 30’, 33’ Flachi |

| Arbitro: | Rizzoli (Bologna) |

|                       |           |  |
| Flachi 23’ Vasari 30’ | Marcatori |  |

| Arbitro: | Pellegrino (Barcellona Pozzo di Gotto) |

|               |           |             |
| Montezine 76’ | Marcatori | 37’ Jovicic |

| Arbitro: | Collina (Viareggio) |

|               |           |  |
| Francioso 72’ | Marcatori |  |

| Arbitro: | Cannella (Palermo) |

|                                   |           |                   |
| C. Esposito 62’ Flachi 90’ (rig.) | Marcatori | 45+1’ Ghirardello |

| Arbitro: | Rizzoli (Bologna) |

|                     |           |                   |
| Grandoni 44’ (aut.) | Marcatori | 88’ (rig.) Flachi |

| Arbitro: | Treossi (Forlì) |

|            |           |           |
| Flachi 16’ | Marcatori | 64’ Orfei |

| Arbitro: | Morganti (Ascoli Piceno) |

|           |           |            |
| Sullo 40’ | Marcatori | 89’ Flachi |

| Arbitro: | Palanca (Roma) |

|                                           |           |                                   |
| Iacopino 13’, 50’ Vasari 39’ Cucciari 45’ | Marcatori | 60’ S. Rossini 66’ (rig.) Miccoli |

| Arbitro: | Saccani (Mantova) |

|                                     |           |            |
| Oliveira 11’ Stellini 52’ Taldo 64’ | Marcatori | 32’ Flachi |

| Arbitro: | Bolognino (Milano) |

|                       |           |               |
| Vasari 12’ Flachi 71’ | Marcatori | 22’ Margiotta |

| Arbitro: | Cruciani (Pesaro) |

|  |           |                                                       |
|  | Marcatori | 7’ Luiso 15’ C. Esposito 89’ Iacopino 90+4’ Tricarico |

#### Girone di ritorno
| Arbitro: | Racalbuto (Gallarate) |

|                        |           |              |
| Bernini 44’ Flachi 68’ | Marcatori | 6’ Vignaroli |

| Cosenza 20 gennaio 2002 21ª giornata | Cosenza            | 0 – 0 | Sampdoria | Stadio San Vito\| Arbitro: \| De Santis (Tivoli) \| |
| Arbitro:                             | De Santis (Tivoli) |       |           |                                                     |

| Genova 3 febbraio 2002 22ª giornata | Sampdoria        | 0 – 0 | Reggina | Stadio Luigi Ferraris\| Arbitro: \| Bertini (Arezzo) \| |
| Arbitro:                            | Bertini (Arezzo) |       |         |                                                         |

| Arbitro: | Gabriele (Frosinone) |

|                           |           |  |
| Belleri 65’ Di Natale 70’ | Marcatori |  |

| Arbitro: | Palmieri (Cosenza) |

|                            |           |                             |
| Vasari 20’ Flachi 34’, 86’ | Marcatori | 48’, 59’ Sulcis 51’ Lucenti |

| Arbitro: | P. Rossi (Ciampino) |

|                         |           |  |
| Mascara 60’ Guidoni 68’ | Marcatori |  |

| Arbitro: | Cassarà (Palermo) |

|              |           |                |
| Palmieri 22’ | Marcatori | 62’ Manighetti |

| Arbitro: | P. Rossi (Ciampino) |

|  |           |                               |
|  | Marcatori | 7’, 90+3’ Albino 74’ S. Russo |

| Arbitro: | Ayroldi (Molfetta) |

|  |           |                             |
|  | Marcatori | 51’ Vasari 90+5’ Possanzini |

| Arbitro: | Gabriele (Frosinone) |

|  |           |                          |
|  | Marcatori | 43’ Vidigal 69’ Rastelli |

| Genova 7 aprile 2002 30ª giornata | Sampdoria           | 0 – 0 | Genoa | Stadio Luigi Ferraris\| Arbitro: \| Borriello (Mantova) \| |
| Arbitro:                          | Borriello (Mantova) |       |       |                                                            |

| Arbitro: | Cannella (Palermo) |

|              |           |              |
| Boudouma 30’ | Marcatori | 80’ Zivkovic |

| Arbitro: | Palmieri (Cosenza) |

|  |           |                         |
|  | Marcatori | 23’ Pecorari 72’ Giampà |

| Arbitro: | Ayroldi (Molfetta) |

|                             |           |  |
| G. Ferrari 37’ Fabbrini 79’ | Marcatori |  |

| Arbitro: | Preschern (Mestre) |

|                         |           |              |
| M. Conte 50’ Flachi 69’ | Marcatori | 81’ F. Marra |

| Terni 12 maggio 2002 35ª giornata | Ternana                                | 0 – 0 | Sampdoria | Stadio Libero Liberati\| Arbitro: \| Pellegrino (Barcellona Pozzo di Gotto) \| |
| Arbitro:                          | Pellegrino (Barcellona Pozzo di Gotto) |       |           |                                                                                |

| Arbitro: | Rosetti (Torino) |

|                            |           |             |
| Flachi 59’ Bega 86’ (aut.) | Marcatori | 90+1’ Nappi |

| Arbitro: | Saccani (Mantova) |

|  |           |             |
|  | Marcatori | 40’ Bernini |

| Arbitro: | Treossi (Forlì) |

|  |           |            |
|  | Marcatori | 57’ Scalzo |

### Coppa Italia
| Arbitro: | P. Rossi (Ciampino) |

|                        |           |  |
| Flachi 25’ Luiso 90+3’ | Marcatori |  |

| Arbitro: | Gabriele (Frosinone) |

|                                   |           |  |
| Rosamilia 31’ Trezzi 77’ Elia 81’ | Marcatori |  |

| Arbitro: | Rosetti (Torino) |

|                   |           |                                   |
| Degano 68’ (rig.) | Marcatori | 48’ (rig.) Flachi 90’ C. Esposito |

| Arbitro: | Dondarini (Finale Emilia) |

|                     |           |              |
| Marcolin 85’ (rig.) | Marcatori | 35’ Ferrante |

| Arbitro: | Pellegrino (Barcellona Pozzo di Gotto) |

|                               |           |                                   |
| Martinelli 11’ Tiribocchi 27’ | Marcatori | 20’ C. Esposito 69’ (rig.) Flachi |

| Arbitro: | Gabriele (Frosinone) |

|            |           |                                 |
| Flachi 67’ | Marcatori | 2’ Zalayeta 42’ (aut.) M. Conte |

| Arbitro: | Ayroldi (Molfetta) |

|                                                                |           |                          |
| Maresca 5’ Ferrara 14’ Zalayeta 21’ N. Amoruso 31’ (rig.), 42’ | Marcatori | 15’ Luiso 79’ Possanzini |

## Statistiche

### Statistiche di squadra
| Competizione | Punti | In casa | In casa | In casa | In casa | In casa | In casa | In trasferta | In trasferta | In trasferta | In trasferta | In trasferta | In trasferta | Totale | Totale | Totale | Totale | Totale | Totale | DR |
| Competizione | Punti | G       | V       | N       | P       | Gf      | Gs      | G            | V            | N            | P            | Gf           | Gs           | G      | V      | N      | P      | Gf     | Gs     | DR |
| ------------ | ----- | ------- | ------- | ------- | ------- | ------- | ------- | ------------ | ------------ | ------------ | ------------ | ------------ | ------------ | ------ | ------ | ------ | ------ | ------ | ------ | -- |
| Serie B      | 48    | 19      | 8       | 5       | 6       | 25      | 24      | 19           | 4            | 7            | 8            | 17           | 22           | 38     | 12     | 12     | 14     | 42     | 46     | -4 |
| Coppa Italia | -     | 3       | 1       | 1       | 1       | 4       | 3       | 4            | 1            | 1            | 2            | 6            | 11           | 7      | 2      | 2      | 3      | 10     | 14     | -4 |
| Totale       | -     | 22      | 9       | 6       | 7       | 29      | 27      | 23           | 5            | 8            | 10           | 23           | 33           | 45     | 14     | 14     | 17     | 52     | 60     | -8 |